# Csuklyás vöröslóri
A csuklyás vöröslóri (Eos squamata), korábban csak csuklyás lóri, a papagájalakúak (Psittaciformes) rendjébe és a szakállaspapagáj-félék (Psittaculidae) családjába tartozó faj.

## Rendszerezése
A fajt Charles Lucien Jules Laurent Bonaparte francia ornitológus írta le 1850-ben, a  Psittacus nembe  Psittacus Squamatus néven.

## Alfajai
- Eos squamata obiensis Rothschild, 1899
- Eos squamata riciniata (Bechstein, 1811)
- Eos squamata squamata (Boddaert, 1783)[3]

## Előfordulása
Indonézia területén honos, a Maluku-szigetek északi szigetein, Majun és Vedán, a nyugati Pápua-szigeteken és Nyugat-Irianon (ami Új-Guinea Indonéziához tartozó része). Természetes élőhelyei a szubtrópusi és trópusi síkvidéki esőerdők, mangroveerdők és cserjések, valamint ültetvények. Állandó, de kóborol.

## Megjelenése
Testhossza 27 centiméter. Alapszíne a vörös különböző árnyalataiból áll össze. Háta felső részén a tarkótájékról kiinduló, kétoldalt a nyakára szélesen ráterjedő sötétkék (Romhányi szerint püspöklila), csuklyaszerű folt látható; erről kapta a nevét. Evezőtollai és a nagy szárnyfedők barnák, hasa és alsó farokfedői bíborszínűek. Írisze vörösesbarna, csőre narancsszínű.
|  |

## Életmódja
Erdők lakója, de gyakran látható kókuszpálma ültetvényeken is. Igen kedveli az Erythrina nemzetségbe tartozó fák virágporát, ezeket a fákat nagy csapatokban látogatja. Talajlakó virágok nektárját is nyalogatja.
Legtöbb rokonáéhoz hasonlóan igen éles, rikácsoló hangját főleg költés idején hallatja. Más hangok megtanulására kevéssé hajlamos.

### Szaporodása
Fák nagy (gyakran 1,5 m mély) odvaiban költ; a röpnyílás átmérője kb. 8 cm. Egy fészekalja általában 2 tojás. A költés alatt a hímek agresszívvé válnak.
Fogságban könnyen fészkelésre bírható, de az utódokat ritkán sikerül felnevelni. A fiókákat korán, már 10 napos korukban el kell választani szüleiktől.

### Tartása
Nagyobb kalitkában vagy röpdében tartható, mert igen mozgékony. Könnyen szelídül, játékos természetű. Kisebb madarak mellé ne tegyük! Teleltetni fűtött helyen érdemes.
Lágy táplálékot (gyümölcs, tejbe áztatott zsömle, főtt répa vagy rizs) igényel, lehetőleg keverten. A magokat csak ritkán fogadja el.

## Természetvédelmi helyzete
Az elterjedési területe nagy, egyedszáma pedig stabil. A Természetvédelmi Világszövetség Vörös listáján nem fenyegetett fajként szerepel.